# 桃槐
桃槐国，西域古国。在今塔吉克斯坦境内，距离长安10080里。700户，5000口，胜兵1000人，无雷之南，难兜之北，南与大夏、大月氏以东。被贵霜帝国吞并。

## 外部連結
[在维基数据编辑]
 《欽定古今圖書集成·方輿彙編·邊裔典·桃槐部》，出自陈梦雷《古今圖書集成》